# Hylacola
Hylacola là một chi chim trong họ Acanthizidae.